# 메발드산 환원효소
메발드산 환원효소(영어: mevaldate reductase) (EC 1.1.1.32)는 다음과 같은 화학 반응을 촉매하는 효소이다.
(R)-메발론산 + NAD+  ⇄  메발드산 + NADH + H+
메발드산 환원효소의 2가지 기질은 (R)-메발론산, NAD+이며, 3가지 생성물은 메발드산, NADH, H+이다.
메발드산 환원효소는 산화환원효소 부류에 속하며, 특히 공여체가 CH-OH기이며, 수용체가 NAD+ 또는 NADP+인 효소에 속한다.

## 명명법
메발드산 환원효소의 계통명은 (R)-메발론산:NAD+ 산화환원효소(영어: (R)-mevalonate:NAD+ oxidoreductase)이다.
일반적으로 사용되는 다른 이름으로는 메발론산 탈수소효소(영어: mevalonic dehydrogenase)가 있다.

## 같이 보기
- 탈수소효소
- 산화환원효소

## 참고 문헌
- Schlesinger MJ, Coon MJ (1961). “Reduction of mevaldic acid to mevalonic acid by a partial purified enzyme from liver”. 《J. Biol. Chem.》 236: 2421–2424.